# Sceptre (groupe)
Pour les articles homonymes, voir Sceptre (homonymie).
Sceptre (russe : Скипетр) est un groupe de heavy metal traditionnel russe, originaire de Saratov. Dans toute sa carrière, le groupe joue des concerts dans plusieurs villes de la partie européenne de la Russie. Au moment où le groupe compte trois albums et deux singles sur le label russe Metalism Records. En 2011, la chanson Curse of Merlin est incluse dans la compilation Now! That’s What I Call Metal 37", parmi les chansons de Lamb of God, Serenity, Amon Amarth, Moonsorrow, Korpiklaani, Power Quest, et d'autres.

## Biographie

### Débuts (2006–2007)
Le groupe est formé en mars 2006 à Saratov par le batteur Dmitry Poretsky (ex-A.D.) et le claviériste Ekaterina Efimova. Ils sont rejoints par le guitariste Eugene Mushtakov, ancien membre du groupe Graff avec Poretsky, et le bassiste Dmitry Marush. La formation se complète le 3 avril 2006. Au cours de son existence, le groupe modifie à de nombreuses reprises sa formation, et passe du hard rock au power metal mêlé à certains éléments de nu metal et de metal symphonique. La première grande performance du groupe s'effectue à Saratov en novembre 2006. En février 2008, le groupe joue dans le même lieu à un festival de rock au 21 век без наркотиков. En juin 2007, le groupe est rejoint par le guitariste Victor Odoyevski. Entre 2006 et 2008, le groupe réalise avec succès différentes concerts à Saratov.

### Символ власти(2008–2009)
En juin 2008, le chanteur Alexander Pervushina quitte le groupe. La chanteuse Sophia Morzherina, ancien membre du groupe Loris-Band, et le bassiste Konstantin Zykov, ancien membre du groupe de power metal Black Diamond, rejoignent le groupe. Au fil du temps, le groupe perfectionne son style musical et, en septembre 2008, commence à enregistrer son premier album studio. Cependant, Dmitry Poretskii doit effectuer son service militaire, et la sortie de l'album est repoussé en octobre 2009. Le 30 décembre 2009, le groupe publie son premier album, Символ власти, qui comprend huit chansons enregistrées entre 2007 et 2009.

### Inter(2010–2011)
Le 13 février 2010, un concert promotionnelle est organisé à Saratov. Le 23 mai 2010, le groupe sort son premier clip de la chanson Прошлое сгорит дотла. Le 21 avril 2010, à cause de circonstances personnelles, la chanteuse Sophia Morzherina quitte le groupe. Elle est remplacée par la chanteuse de session Ludmila Knirevich. En juillet, Ludmila est elle-même remplacée par Anastasia Romantsova, ancien membre de Вместе et Loris-Band, devenue membre permanent. Le 29 octobre 2010, le groupe joue à Moscou avec Andem, Aella, Orakul et Wax,. Le 20 décembre 2010 sort le single en anglais intitulé Inter, composé de deux chansons, la première étant une reprise de la chanson Rock You Like a Hurricane de Scorpions, et la deuxième étant The Curse of Merlin incluse dans la compilation Now! That’s What I Call Metal 37" (aux côtés de groupes comme Lamb of God, Amon Amarth, Moonsorrow, Korpiklaani, Power Quest, et Hibria).
Le 11 février 2011, avant son concert à Penza, le groupe se sépare du bassiste Konstantin Zykov. De mi-février à avril 2011, ils sont rejoints par le bassiste Andrew Lamikhov. Le 2 avril 2011, le groupe effectue sa tournée spéciale 5 ans d'existence intitulée 5 лет группе Скипетр. De juin 2011, ils sont rejoints par le bassiste Sergei Zubanov, ancien membre du groupe de rock Wind. Le 1er octobre 2011, Dmitry Poretskii et Ekaterina Efimova se marient. Le premier concert avec cette nouvelle formation s'effectue le 12 novembre 2011 à Kamychine.

### Переверни этот мирetКем ты стал?(2012–2015)
Entre avril et décembre 2011, le groupe commence l'enregistrement d'un deuxième album studio, qui est publié le 29 février 2012 au label Metalism Records. L'album comprend neuf chansons inédites, et est accueilli d'une manière mitigée par la presse spécialisée (notamment par le magaizine Dark City et Rockcor). La sortie de l'album est suivie par une tournée dans sept villes en Russie (Saratov (deux fois), Syzran, Samara, Moscou, Penza, Engels, Volgograd).
Le 10 avril 2012 est diffusée la chanson Rise of the Guardians (Хранитель снов) sur la radio Эхо Москвы.
Le 30 juin 2012, dans la région de Penza, le groupe joue au festival de rock Romper-Burum (Шурум-Бурум) conjointement avec des groupes tels que Master, Kaizen, et R-Genium,.
Le 2 juillet 2012, le batteur Dmitry Poretsky gagne la 3e place d'un concours en ligne. Le 10 août 2012 sort la compilation Metalizer Vol. 1 à laquelle participe le groupe avec sa chanson Не верь лжецам вокруг, qui sera aussi dans la compilation V.A-R.G — Ex.22.

## Membres

### Derniers membres
- Anastasia Romantsova - chant (2010-2015)
- Victor Odoyevski - guitare (2007-2015)
- Alexander Pervushin - basse (2007-2008, 2014-2015)
- Ekaterina Efimova – clavier (2006-2015)
- Dmitry Poretsky - batterie (2006-2015) [14],[15]

### Anciens membres
- Sergey Zubanov - basse (2011-2014)
- Konstantin Zykov - basse (2008-2011)
- Sophia Morzherina - chant (2008-2010)

## Discographie

### Albums studio
- 2009 : Символ власти
- 2012 : Переверни этот мир
- 2014 : Почувствуй себя живым!

### Singles
- 2010 : Inter
- 2013 : Кем ты стал?
- 2015 : Darza (en russe : Дарза)
- 2015 : Enfin (reprise de Cassiopée)